# ハンス・シャロウン

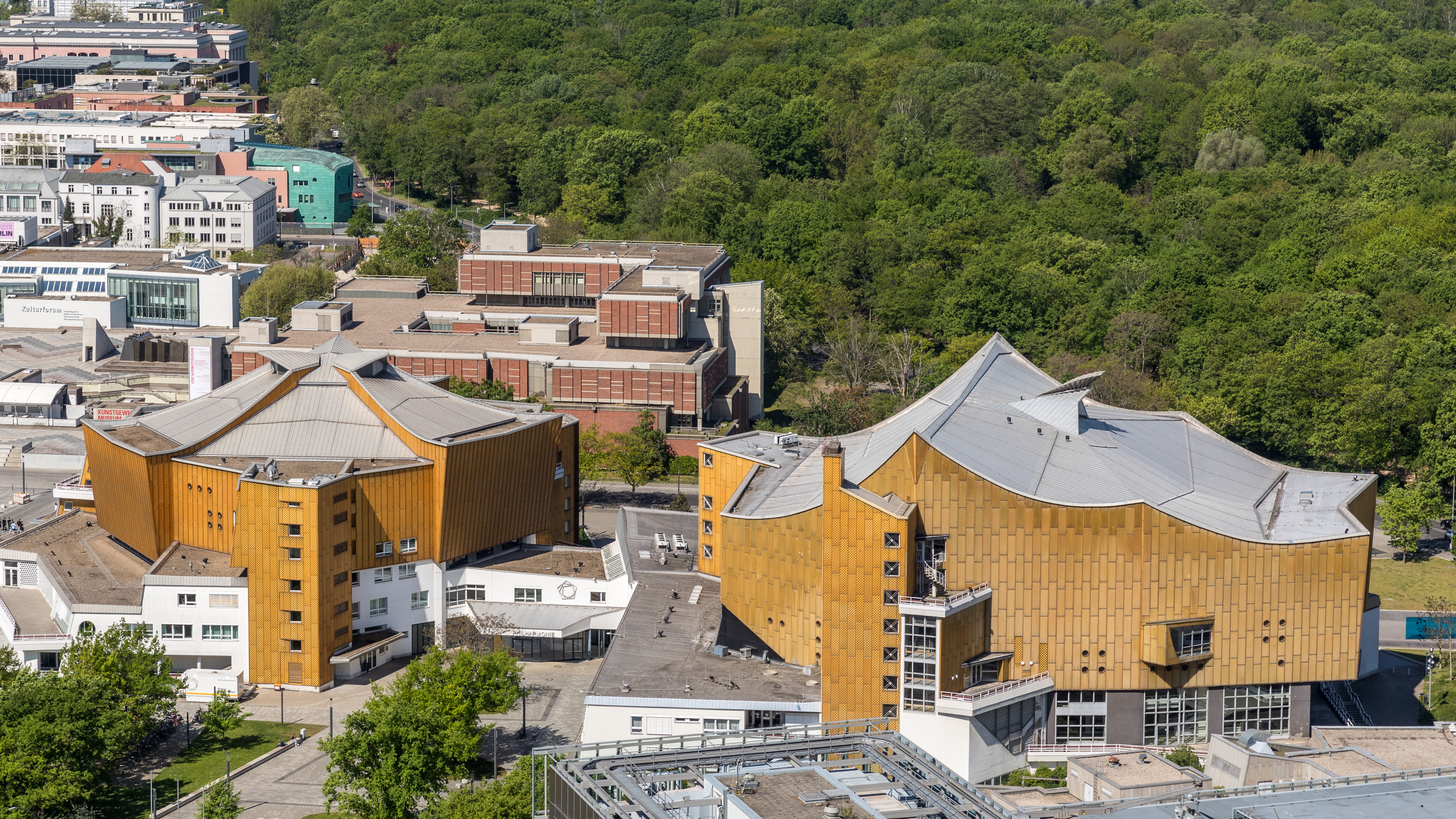
ベルリン・フィルハーモニー、1957-1963年

ベルンハルト・ハンス・ヘンリー・シャロウン（ドイツ語: Bernhard Hans Henry Scharoun、1893年9月20日 – 1972年11月25日）は、ドイツの建築家。ベルリン・フィルハーモニー（コンサートホール）、シュミンケ邸（Haus Schminke）などの作品で知られる。「シャロウン」は「シャーロン」とも表記される。

## 生涯

### 出自

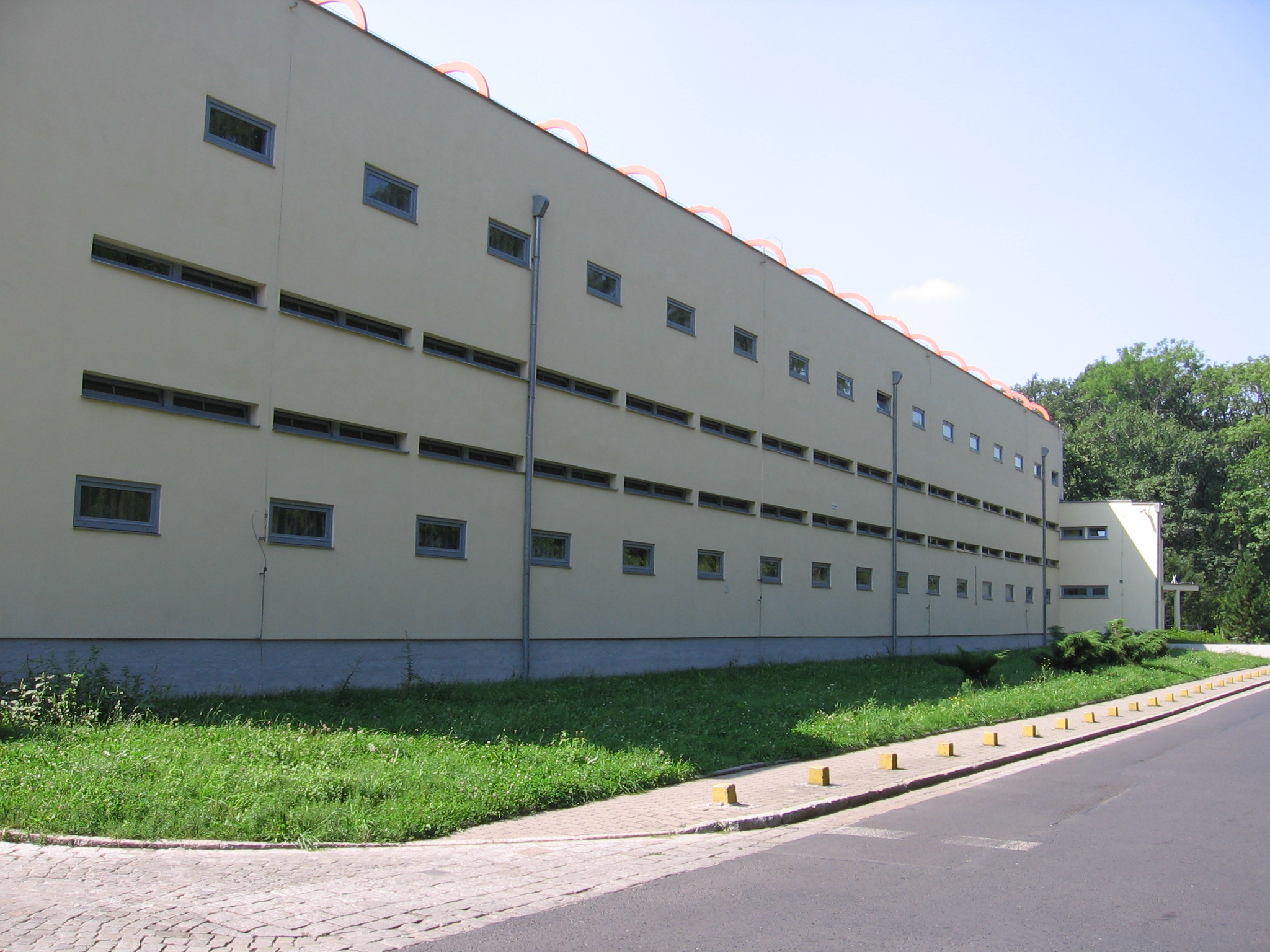
「家庭と仕事場展」のための寮、ブレスラウ、1929年

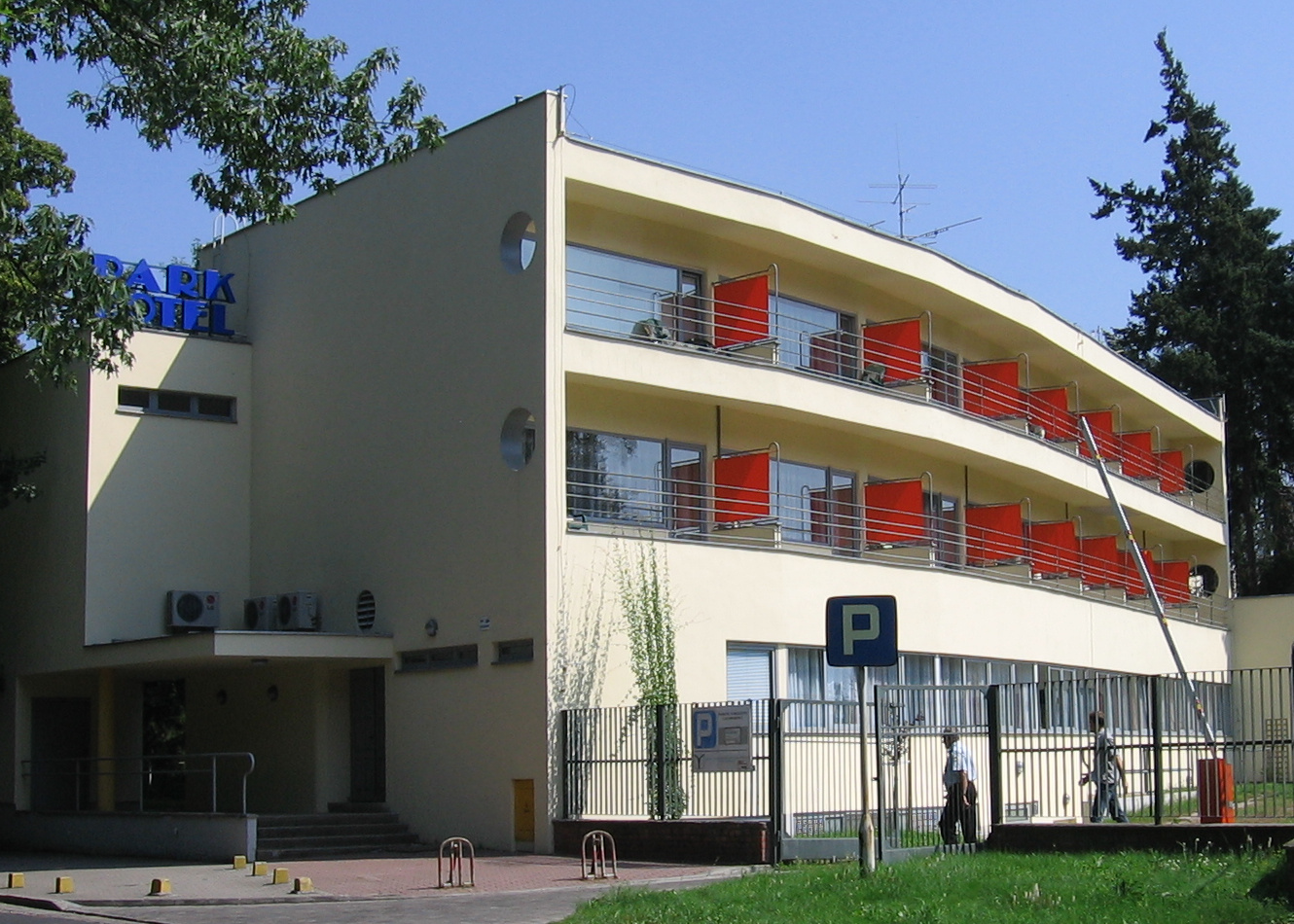
ブレスラウの家、1929年

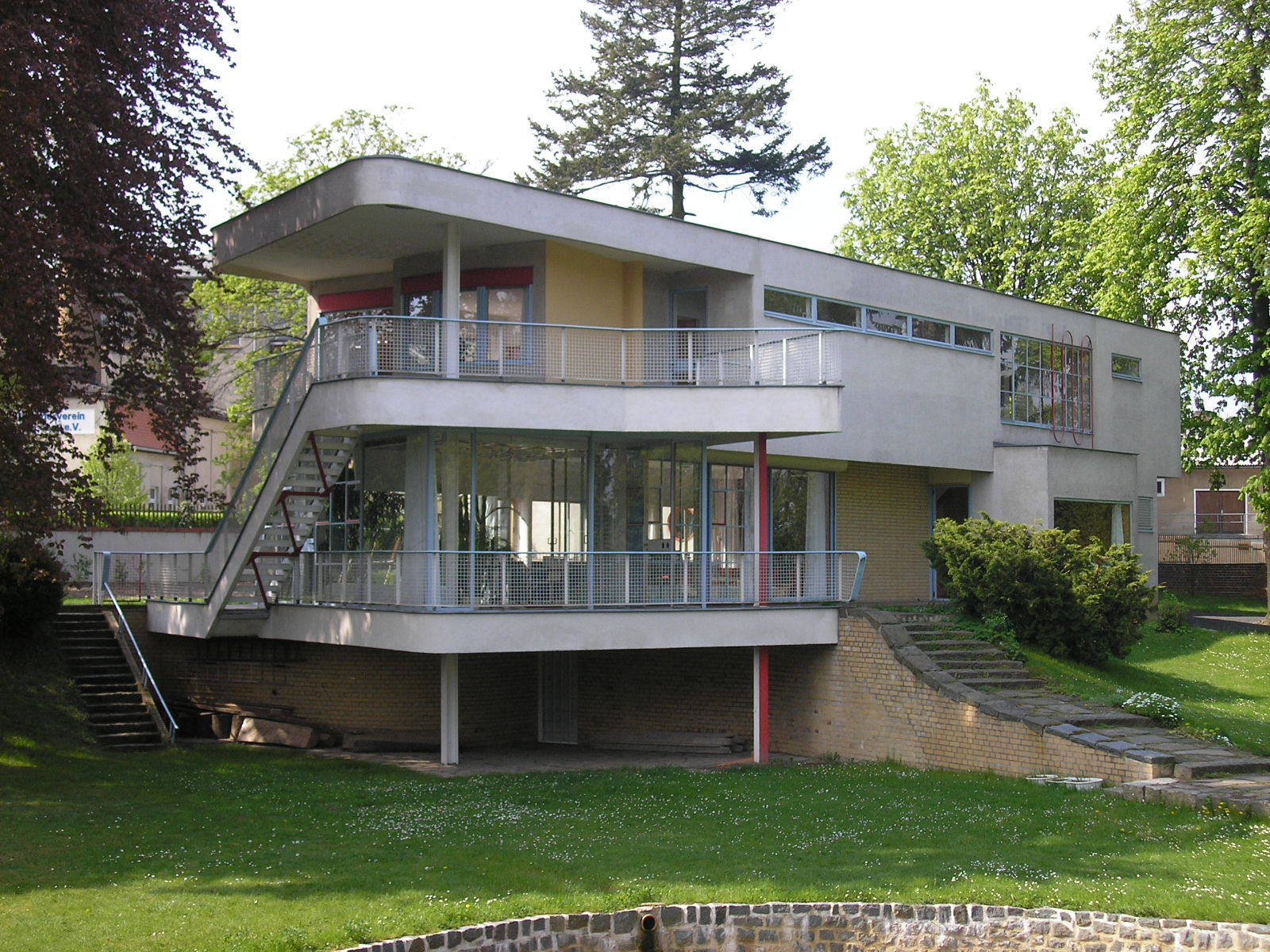
シュミンケ邸、1933年

ハンス・シャロウンは1893年、ブレーメンで生まれる。16歳で最初の設計を行い、18歳でブレーマーハーフェンにある、教会の改築コンペに参加。1912年、ブレーマーハーフェンでアビトゥア資格を取得し、ベルリン工科大学（当時の名称は、Konigliche Technische Hochschule, the Royal Technical University of Berlin）で1914年まで建築学を学ぶが、卒業はしていない。
1914年、第一次世界大戦に志願兵として従軍。ベルリンで、よき助言者であったパウル・クルーヒェンから、ロシア軍との戦場になった東プロイセンの復興計画への助力を請われる。終戦後の1919年、フリーランスの建築家として、ブレスラウにある復興計画の事務所の責任者となる。ブレスラウとインステルブルク（現在のチェルニャホフスク）で多くの計画を実現するとともに、ドイツ表現主義芸術家のグループ「ブリュッケ」をはじめ、数々の展覧会を開催した。
1925年、ブレスラウ工芸専門学校（Staatliche Akademie fur Kunst und Kunstgewerbe Breslau）の教授となり、閉校する1932年までその職を務める。1919年、ブルーノ・タウトらの表現主義建築家グループの往復書簡、「ガラスの鎖(Glaserne Kette)」に参加。1926年、「デル・リンク（Der Ring)」と呼ばれる建築家の団体に加わる。1927年、シュトゥットガルトに建てられた集合住宅、ヴァイセンホーフ・ジードルンクの設計に、（後に近代建築の巨匠と呼ばれる）ル・コルビュジェ、ミース・ファン・デル・ローエ、グロピウスらとともに参加。1920年代の終わりには、ベルリンのジーメンスシュタットに建てられた広大な集合住宅の設計を行っている。有機的建築を主唱したことで知られるフーコー・ヘーリング（Hugo Häring）の著書はシャロウンに大きな影響を与え、合理主義というあらかじめ定式化されたスキームから離れて、個々のケースにおける独自の機能的特徴から建築設計を発展させていく方法へと傾斜していく。

### 戦中
ナチス・ドイツの時代になり、多くの友人・同僚が「ガラスの鎖」や「デル・リンク」を抜けて国外に脱出しても、シャロウンはドイツにとどまった。この時代、シャロウンは少数の個人住宅しか手がけていないが、ザクセン州レーバウに建てられたシュミンケ邸はこの時代（1933年）のものである。その後の住宅は、外装においては政治的に定められた仕様を守らなければならなかったが、内部においてはシャロウン独特の空間が展開された。戦時中は、爆破による被害の復旧作業に奔走する日々であったが、その間も建築的なアイディアや展望は、ひそかに多数の水彩画として残し、ナチの時代が終わるのを待ち続けていたのである。

### 戦後
第二次世界大戦が終わると、連合国から都市建設会議のメンバーに選ばれ、建設と住宅を司る地方官庁（Abteilung Bau- und Wohnungswesen des Magistrats）の長官の職に指名される。戦災に遭ったベルリン市宮殿跡で行われた展覧会は、「ベルリン都市計画第一報」（Berlin plant － Erster Bericht） と題され、シャロウンは自身の都市再建に対する考えを発表した。しかし、ベルリンの東西分割が明らかになると、シャロウンは、政治的に宙に浮いた存在となってしまった。
1946年、ベルリン工科大学の建築学科教授に就任。都市計画学会（Lehrstuhl und Institut fur Stadtebau）における教職も兼任した。
戦後、シャロウンは戦中のアイディアを実現する機会に恵まれる。シュトゥットガルトの高層集合住宅、ロミオとジュリエット（1954-59年）、リューネンのゲシュヴィスター・スコール・ギムナジウム（1956年 - 1962年）、そして有名なベルリン・フィルハーモニーなどがそれである。
これらの作品に共通するのは、緻密で想像力豊かな空間構成である。学校の計画においては、子どものスケールにあわせた小さな空間が、まるで町を形成しているかのようにつながれており、集合住宅においては、機能と空間がフレキシブルに割り当てられるように工夫されている。また、ベルリンフィル・コンサートホールは、音楽ホールとして最も優れた作品であると国際的に認められている。指揮台を中心に、観客席が演奏者を取り囲むように配置されるという変則的な形をとり、天井はテントの幕のような形状で層を成し、建物の外観にもそれがあらわれている。
在ブラジルドイツ大使館（1963年 - 1969年）は、ドイツ国外に残されている唯一の作品である。

### 死後

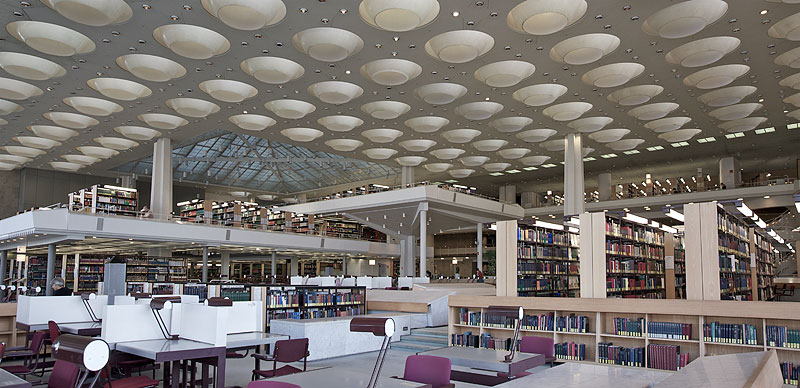
ベルリン州立図書館

シャロウンの作品の中には、彼の死後に完成したものも少なくない。ドイツ海洋博物館（Deutsches Schiffahrtsmuseum）、ヴォルフスブルクの劇場、ベルリン州立図書館（Staatsbibliothek zu Berlin）などがそれである。ベルリンフィルコンサートホールに音楽研究施設や楽器博物館、プロイセン文化遺跡基金などを増築する際には、シャロウンの死後、一人で事務所を運営したかつてのパートナー、エドガー・ヴィズニーヴスキが監理を行った。ベルリンフィルコンサートホールのファサードを、金色に陽極酸化処理したアルミプレートで被覆したのは1980年代のことであるが、竣工時はコンクリート打放の上、黄土色の塗装仕上げであった。シャロウンの原設計では、現在とよく似た被覆を行うものであったが、当時の予算ではこれが実現できなかった。ドイツ再統一後、ポツダム広場の再建が行われたが、これによってこの地域の都市再開発に関するシャロウンの設計は、最終的に完全な状態で実現されることになったのである。

### 受賞・受章歴
- 1954年 ベルリン工科大学名誉博士号
- 1954年 フリッツ・シューマッハ賞（ハンブルク）
- 1955年 ベルリン芸術賞
- 1958年 ハンブルク芸術学会青銅楯
- 1959年 連邦功労大十字章（Grosses Bundesverdienstkreuz）
- 1962年 ベルリン工科大学名誉評議員
- 1964年 ドイツ建築家協会大賞
- 1965年 ローマ大学名誉博士号
- 1965年 オーギュスト・ペレ賞
- 1969年 ベルリン名誉市民
- 1970年 エラスムス賞

1955年から1968年まで、（西）ベルリン芸術学会会長、1968年以降名誉会長。パウル・ヒンデミットの主要な社交メンバーの一人でもあった。

## 代表作

### 建築作品

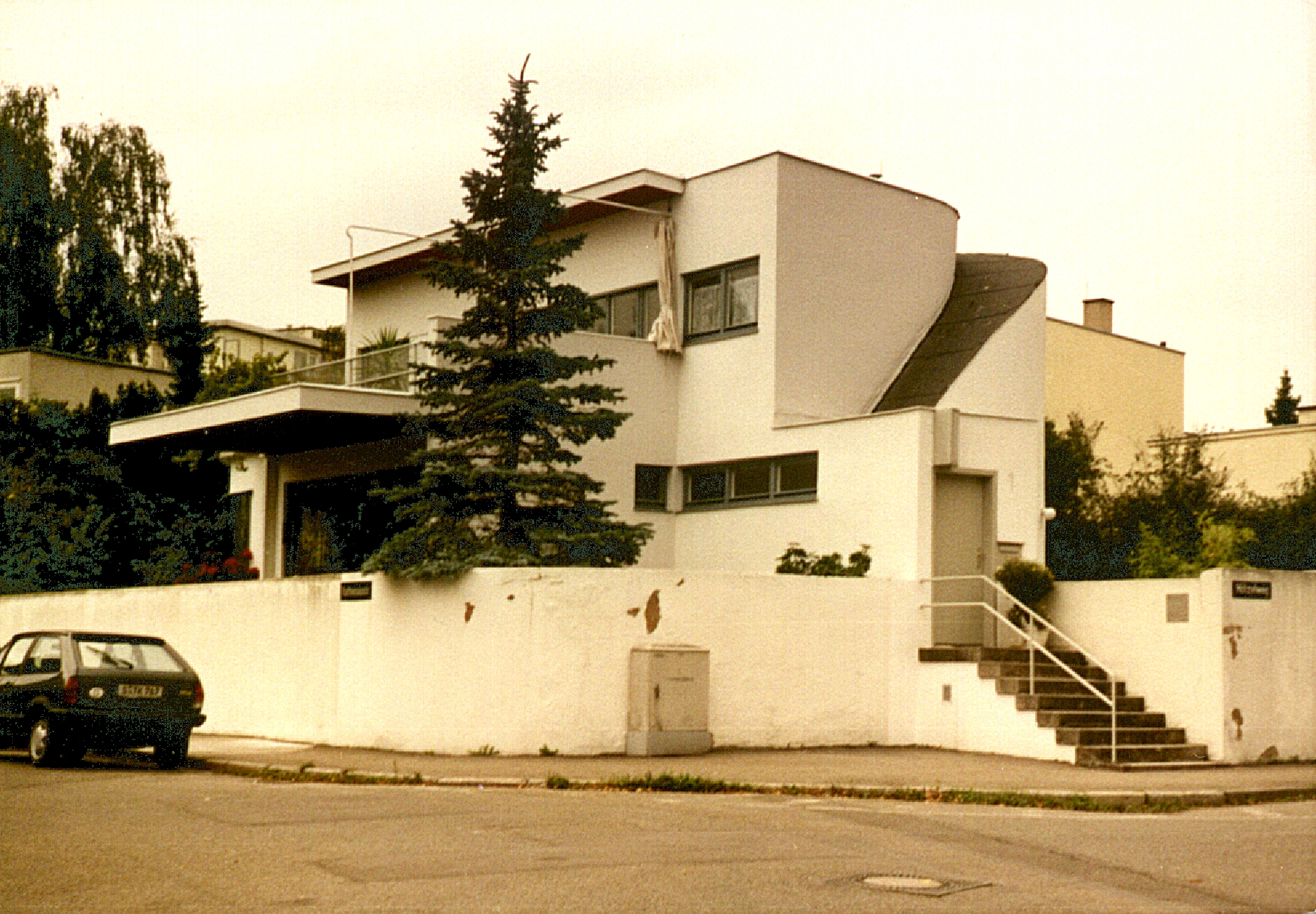
ヴァイセンホーフ・ジードルングの住宅、1927年、シュトゥットガルト

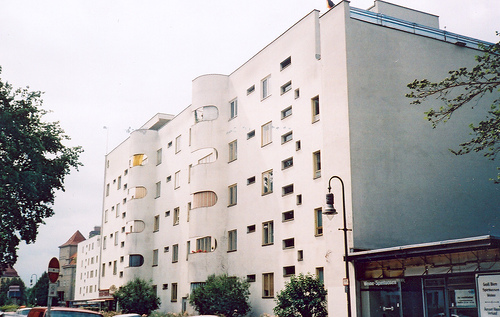
ジーメンスシュタットの住宅、1929年 - 1931年、ベルリン

- ヴァイセンホーフ・ジードルングの住宅 「Die Wohnung」 （1927年 シュトゥットガルト）
- 「家庭と仕事場展」のための寮（1929年 ブレスラウ)
- カイゼルダムの集合住宅（1928年 - 1929年 ベルリン、シャルロッテンブルク）
- ホーヘンツォルラーンダムの集合住宅（1929年 - 1930年 ベルリン、ヴィルマースドルフ）
- ベルリン ジーメンスシュタットの街区計画および住宅設計（1929年 - 1931年）
- シュミンケ邸（1933年 ザクセン州レーバウ）
- バエンシュ邸（1935年 ベルリン、シュパンダウ）
- ホフマイヤー邸（1935年 ブレーマーハーフェン）
- モール邸（1936年 ベルリン、グルーネヴァルド）
- モーマン邸（1939年 ベルリン、リヒテンラーデ）
- ロミオとジュリエット（高層集合住宅）（1954年 - 1959年 シュトゥットガルト、ツーフェンハウゼン）
- シャルロッテンブルク北部 宅地開発（1955年 - 1960年 ベルリン、シャルロッテンブルク）
- 女学校「ゲシュヴィスター・スコール・シューレ」（現在は共学）（1956年 - 1962年 リューネン）
- ベルリン・フィルハーモニーコンサートホール（1957年 - 1963年 ベルリン、ティアーガルテン）
- ザルーテ（高層集合住宅）（1961年 - 1963年 シュトゥットガルト、ファサネンホフ）
- マールの小中学校（1961年 - 1966年）
- ベルリン工科大学建築学科棟（1962年 - 1970年）
- ラウアー・カープ（住宅地域）（1965年 ベーブリンゲン）
- オープリッド（高層集合住宅）（1971年 ベーブリンゲン）
- 在ブラジルドイツ大使館（1964年 - 1971年 ブラジリア)
- ヴォルフスブルクの劇場（1965年 - 1973年）
- ドイツ海洋博物館（1970年 - 1975年 ブレーマーハーフェン）
- ベルリン州立図書館（1964年 - 1978年 ベルリン、ティアーガルテン）

### 計画
- コンペ出品　プレンツラウ宮殿広場 一等（1919年）
- コンペ出品　ドイツ衛生博物館（1920年 ドレスデン）
- コンペ出品　フリードリッヒ通り駅の高層建築（1922年 ベルリン）
- コンペ出品　ミュンスター広場（1925年 ウルム）
- コンペ出品　ブレーメン市役所と展示会場（1928年）
- コンペ出品　リーダーホール 一等（1949年 シュトゥットガルト）
- コンペ出品　アメリカ記念図書館（1951年 ベルリン）
- ダルムシュタットの小学校（1951年）
- コンペ出品　ヘルゴラント島開発計画（1952年）
- コンペ出品　カッセルの劇場 一等（1952年）
- コンペ出品　マンハイムの国立劇場 三等（1953年）

### 講義録
- ブレスラウ工芸専門学校における卒業講義（1925年）